# بيلي جونز (مغني)
بيلي جونز (بالإنجليزية: Billy Jones)‏ هو مغني أمريكي، ولد في 20 نوفمبر 1945، وتوفي في 10 يونيو 1982.